# Martigny-sur-l'Ante
Martigny-sur-l'Ante är en kommun i departementet Calvados i regionen Normandie i norra Frankrike. Kommunen ligger i kantonen Falaise-Nord som ligger i arrondissementet Caen. År 2022 hade Martigny-sur-l'Ante 322 invånare.

## Befolkningsutveckling
Antalet invånare i kommunen Martigny-sur-l'Ante
Referens: INSEE